# Aeroportul Linares
Aeroportul Linares (IATA: ZLR, ICAO: SCLN) este un aeroport din Provincia Linares, Regiunea Maule, Chile ce deservește zona Linares. A fost numit după zona deservită.
Situat la o altitudine de 184 m, aeroportul dispune de o singură pistă.